# Père Noël
Père Noël is een Belgisch bier van hoge gisting.
Het bier wordt sinds 1997 gebrouwen in Brouwerij De Ranke te Dottenijs in Henegouwen. Het is een amberkleurig kerstbier met een alcoholpercentage van 7%.